# Filevault
Filevault, av Apple skrivet FileVault är en programvara från Apple Computer. Programmets funktion är att kryptera känsliga data. Inställningarna för programmet görs i inställningspanelen Säkerhet.